# 500 lire "Presidenza italiana della CEE" - I emissione
In occasione del primo semestre di presidenza della CEE la zecca ha coniato una moneta d'argento dal valore nominale di 500 lire. La moneta rappresenta la prima emissione della Repubblica Italiana dedicata ad istituzioni e ricorrenze comunitarie.

## Dati tecnici
Al Dritto è raffigurata un'allegoria della Comunità Europea, la cui testa diviene un globo terrestre sul quale è riprodotta una cartina dell'Europa e le stelle dei Paesi membri lungo il bordo. A sinistra in giro è scritto "REPUBBLICA ITALIANA" mentre, in basso, è posta la firma dell'autrice Laura Cretara.
Al rovescio è disegnato un emisfero parlamentare in forma di nave, sul quale si ergono gli alberi con le bandiere simbolo dei Paesi membri, a destra e a sinistra del quale si trovano rispettivamente la data e il segno di zecca R; in basso sta l'indicazione del valore. In giro è scritto "PRESIDENZA ITALIANA COMVNITA' EVROPEA".
Nel contorno: "REPVBBLICA ITALIANA" in rilievo.
Il diametro è di 29 mm, il peso: 11 g e il titolo è di 835/1000.
Rappresenta la prima moneta di una lunga serie coniata per commemorare eventi legati alla Comunità europea, e che sarà seguita, rispettivamente nel 1991 da un altro 500 lire commemorativo della presidenza italiana della CE, dal 10.000 lire del 1994 commemorativo del 40° della Conferenza di Messina, dal 5000 lire del 1996 commemorativo della presidenza italiana dell'UE, dal 500 lire bimetallico del 1999 che celebra i 20 anni di elezione del parlamento europeo e diverse emissioni in Euro.